# Flapper Fever
Flapper Fever è un cortometraggio muto del 1923 prodotto e diretto da Ward Hayes e Eddie Lyons.

## Produzione
Il film fu prodotto dalla Eddie Lyons Comedies.

## Distribuzione
Distribuito dall'Arrow Film Corporation, il film - un cortometraggio di due bobine - uscì nelle sale cinematografiche USA il 1º maggio 1924.